# Верховская волость (Вельский уезд)
Верховская волость — низшая административно-территориальная единица (волость) в составе Вельского  уезда Вологодской губернии Российской империи и РСФСР. Упразднена до 1926 года. Ныне территория Вельского района Архангельской области и 
Верховажского района Вологодской области.
Волостной центр —  Лукинская (Бачаг) (в 1881 году почтовая станция Верховажская).

## История
На 1893 год входила в I стан Вельского  уезда. Упразднена до 1926 года.

## Состав

### Населённые пункты
126 населённых пунктов:106-109
- Абакумовская (Романовская)
- Аверкиевская (Миниская)
- Андреевская (Цувариха)
- Арефина (Антипиха)
- Афонинская (Воробьиха)
- Балановская (Князево)
- Бахмуровская
- Бокиевская (Горка)
- Большая Ефимовка (Большая Ефимова, Житнухино)
- Большедворская
- Боровиковская (Боровичиха)
- Боровинское (Боровино) = Боровина?
- Будринская (Коротыгино)
- Вахрушева (ныне Вахрушево)
- Вертяева (Горка)
- Верхняя Макарова (Осташиха)
- Верховажская почтовая станция — волостной центр (1881)
- Вирина
- Войчужная
- Гавшинская
- Горбуновская
- Горынинская (Паршаково)
- Гусевская (Гусево)
- Данилково
- Денисовская
- Дудинская (Пестерево Раменье)
- Дудорово (Тюшково)
- Дурыгинская (Чисти)
- Ексинская (Гусево)
- Елезовская (Антушиха)
- Жуково
- Жуковская
- Заболотная (Заболотье)
- Закамянная
- Зарушева (Спорная)
- Зимницкая (1-я, Зимницы)
- Зимницкая (2-я, Самара)
- Зяблуха (Улсака)
- Ивановская
- Ивановская (Подсосенье)
- Игумнова (Пестерево Раменье)
- Калинская
- Каличье Веретье
- Квашнинская
- Киселевская
- Климушинская (Сидорова)
- Клоповская (Мишино)
- Копльная Гора (Калинино)
- Коптяевская (Молево)
- Коровинская
- Костинская (Захарово)
- Крыловская (Горка)
- Кудринская (Сурмино)
- Куколовская (Старина)
- Куричинская (Анисимово)
- Курмаево
- Кушевская (Кушиха)
- Лавровская (Подлавруха)
- Леоновская (Подгородье)
- Лобановская (Моржиха)
- Лопатинская (Лопатино)
- Лукинская (Бачаг) — волостной центр
- Лымзинская
- Максимовская (Кузьминская)
- Малая Ефимовка (Малая Ефимова, Подосинье)
- Малыгинская (Соболиха)
- Мальцевская (Задняя)
- Марковская (Капустино)
- Мармачевское Печище (Подгорье)
- Мартыновская (Слободка)
- Матвеевская (Фомина)
- Михайловская (Середняя)
- Моисеевская (Раменье, Карманиха)
- Моисеевская (Слободка)
- Мокиевская (Таган)
- Моклоковская (Маслова)
- Мотовиловская
- Наумовская (Наумиха)
- Низовье
- Никановская (Вальниха)
- Никулинская (Дуброва)
- Никулинская (Сомово)
- Нововыставочная (Камчатка, Засерихино)
- Основинская (Черная)
- Останина
- Отводницкая
- Павлогорская (Павлово)
- Пахомовская (Киселево)
- Першинская (Угреньга)
- Песунинская (Кривье)
- Петроковская (Борок)
- Плесовская (Кумиал)
- Подвежье (Папуши)
- Подкинская (Липихино)
- Постылово
- Потуловская (Вакомино)
- Прилуцкая (Прилук)
- Прокошево (Прошково)
- Пятинская (Пятино)
- Рогачевская (Рогачиха)
- Родионовская (Дресвянка)
- Родницкая (Родник)
- Ручьевская (Заручевье)
- Рябково (Кошево)
- Сальниково
- Самицыно (Рябково)
- Секиринская (Собакино)
- Семерино (Семериха)
- Сергиевская (Гаврилиха)
- Сидорова Клыкова
- Скулинская (Бачурино)
- Сметанинское (Сметанино)
- Стиховская (Стешево)
- Теребина (1-я, Дальная Гора)
- Теребина (2-я, Тереба)
- Терменская (Фабрика)
- Трофимовская (Чисти)
- Уласовская (Уласово)
- Федорова Гора (Чащиха)
- Федотовская (Задорино)
- Филинская (Коношино)
- Фименская (Костино)
- Фрловская (Чисти)
- Щипляевская (Заречье)
- Якушевская (Михалиха)
- Яломинская (Ивана-Нов.)